# Cine Nairi
El Cine Nairi (en armenio: Նաիրի կինոթատրոն) es la segunda mayor sala de cine en la ciudad de Ereván, ubicado en la intersección de la avenida Mashtots con la calle Avetik Isahakyan en el distrito central de Kentron en Armenia. Inaugurado en 1920, el cine Nairi es el más antiguo de Ereván. El edificio original estaba situado en la calle Amiryan hasta la década de 1950, cuando se mudó al edificio actual en la avenida Mahstots. El edificio actual del cine fue construido entre 1952 y 1954 y se compone de dos salas.